# Helius subanaemicus
Helius subanaemicus är en tvåvingeart som beskrevs av Alexander 1964. Helius subanaemicus ingår i släktet Helius och familjen småharkrankar. Inga underarter finns listade i Catalogue of Life.